# Кинеска уметност резања папира
Кинеска уметност резања папира (кин: 剪纸 - Jian zhi) део је традиционалне кинеске културе. Предпоставља се да датира из другог века н.е., када је Цај Лун изумео папир, у време владавине династије Источни Хан у Кини. Како је папир постајао приступачнији, сечење папира постало је једна од најважнијих врста кинеске народне уметности. Касније се овај облик уметности проширио и на друге делове света, са различитим регионима који су усвојили сопствене културне стилове. Будући да се исечци често користе за украшавање врата и прозора, понекад се називају чуанг хуа (窗花), цвеће на прозорима или исечци на прозорима. Људи су лепили исечке папира на спољашњости прозора, па би се светлост изнутра просипала кроз изрезе. Обично су уметничка дела прављена од црвеног папира, јер је црвена повезана са свечаностима и срећом у кинеској култури, али су коришћене и друге боје. Уобичајено уметничко дело резања папира користи се на фестивалима попут Пролећног фестивала, венчања и рођења детета. Исечци увек симболизују радост и срећу.
Као кључни део кинеског друштвеног живота у свим етничким групама, резање папира изражава моралне принципе, филозофију и естетске идеале својих експонената. 2009. године уписано је на УНЕСКО-ву Репрезентативну листу нематеријалног културног наслеђа.

## Порекло
Кинеско резање папира потиче из древних активности обожавања предака и богова и традиционални је део кинеске културе. Према археолошким записима, потиче из 6. века, мада неки верују да би се његова историја могла пратити још до периода зараћених држава (око 3. п. н. е.), много пре него што је папир изумљен. У то време људи су користили друге танке материјале, попут лишћа, сребрне фолије, свиле, па чак и коже, за резбарење узорака. Касније, када је папир изумљен, људи су схватили да је овај материјал лако резати, чувати и одбацити, а папир је постао главни материјал за ову врсту уметничких дела. Током династија Минг и Ћинг (1368–1912), ова уметност је била сведок свог најнапреднијег периода. Преко хиљаду година људи (углавном жене) праве исечке папира као део слободне активности. Створили су различите врсте технике сечења папира и делили су и преносили ову традиционалну занатску радњу својој деци, тако да је овај традиционални уметнички стил постајао све популарнији и примењује се до данас.
Папир је врста материјала који лако буђа и трули. На југоистоку Кине обично пада киша у мају и јуну, због чега папир буђа и брзо труне. Као резултат тога, људи на југоистоку их нису задржали и тешко је пронаћи сечење папира из тог времена. Насупрот томе, време на северозападу Кине је обично суво, што омогућава проналажење исечака папира произведеног у северним династијама у Турпану, провинција Синђан.
Када је сечење папира прешло на династију Танг, вештине ручног рада постале су зреле. Резање папира није било само врста ручног рада, већ и уметничко дело. У династији Минг и Ћинг, сечење папира доживело је свој врхунац. Сечење папира проширило се на ширу популацију и имало је мноштво уметничких израза. Резање папира коришћено је за украшавање врата, прозора и зидова да би се показала срећа и светковина.

## Класификација
Резање папира једна је од најстаријих и најпопуларнијих народних уметности у Кини. Географски се може поделити на јужни и северни стил. Јужни стил, представљен делима из Јангџоуа у провинцији Ђангсу и Јуећинг у провинцији Џеђанг, одликује се генијалним и лепим дизајном, изврсним резбарењем и занимљивим облицима. Северни стил, углавном из Јуксиана и Фенђинга у провинцији Хебеј, а најбоље га представљају дела северног Шенсија, где се одликује изузетним облицима, енергичношћу, живописним приказима и разноликим обрасцима.
Стил изрезивања прозорског папира обично је слободан, осим цветног узорка на углу. Тема резања прозорског папира има широк спектар, од којих је најпопуларнији заснован на причама традиционалне кинеске опере. Како су већина купаца пољопривредници, садржај резаног папира за прозоре обично описује пољопривреду, предење, риболов и узгој живине.

## Симетрија
Постоје основни изрези, који се састоје од једне слике, и симетрични дизајни, који се обично стварају преклапањем преко пропорционалног превоја, а затим сечењем облика, тако да када се расклопи, чини симетрични дизајн. Кинески исечци папира су обично симетрични, у парним бројевима од 2, 4, 24 итд.

## Примене
Данас су исечци папира углавном декоративни. Они оживљавају зидове, прозоре, врата, стубове, огледала, лампе и лампионе у домовима, а такође се користе на поклонима или се сами поклањају. Исечци папира залепљени на или близу улаза требало би да донесу срећу. Некада су се користили као обрасци, посебно за вез и лакирање. Млађа генерација користи је као украс за своје комплете и књиге.
Резање папира се углавном користило и користи се као украс или као естетски начин да се изразе наде, захвалност и друге емоције људи. Живо приказани исечци папира имају различита значења. Неки изражавају жељу за жетвом или богатим животом, попут резања папира златне жетве, домаћих животиња, среће, додатних година или шарана који прескаче змајева врата (традиционална кинеска прича која указује на скок ка бољем животу); неки приказују животиње и биљке, лавове, килине (кинеско митско створење), зечеве од жада (животиња из кинеске легенде), нара и божура; неки илуструју легендарне фигуре или призоре из традиционалних митова или прича, попут Жутог цара, састанка Ниуланга и Зхинва и 24 приче о синовској побожности; а други показују захвалност људи према животу, као што су лутке са два увијена прамена косе на свакој страни главе, риба која плива кроз лотос и посуђе. 
Најпознатији ликови за резање папира на кинеском су „福“ (фу, што значи „срећник“) и „囍“ (ки, што значи „двострука срећа“). Чак и данас, Кинези воле да на своја врата вешају исечке папира ова два лика. „福“ се обично користи током кинеског новогодишњег фестивала, указујући на жеље људи за срећном годином. „囍“ се често може видети на прозорима или вратима младенаца.
Исечци папира на прозорима имају блиску везу са пролећем, јер је то био начин да се пролеће дочека од давнина у Кини. У многим подручјима у Кини, посебно на северу, када дође пролеће, људи воле да залепе исечке папира на прозор како би изразили своју срећу. Кроз лепљење исечака на прозору, људи украшавају свој дом да покажу своју радост, срећу и добре намере.

## Процес
Постоје два начина израде: један користи маказе, а други ножеве. У методи са маказама, неколико листова папира - до осам - су причвршћени. Потом се мотив сече оштрим шиљастим маказама.
Резање ножевима врши се стављањем неколико слојева папира на релативно мекану подлогу која се састоји од мешавине лоја и пепела. Следећи образац, уметник оштрим ножем урезује мотив у папир који се обично држи вертикално. Вешти мајстори могу чак и слободно да исеку различите цртеже без заустављања.